# Nero Digital
Nero Digital是一套相容於MPEG-4的音訊、視訊壓縮編解碼技術軟體（codec），這套軟體也整合了一套DVD的抓截（ripping）工具軟體：Recode 2。Nero Digital是德國Nero AG公司與法國Ateme公司合作研發而成。Recode是Nero公司跨進DVD光碟備份市場的第一套軟體，這套軟體因易學易用易上手而獲得正面評價。
Nero Digital能夠以MPEG-4 Part 14標準來產生串流媒體檔，副檔名為.mp4，檔案內可包含兩種音訊、視訊編解碼：
- ASP - 是MPEG-4 Part 2標準所制訂規範的二十種型態（Profile）中的一種

- AVC - 也稱為MPEG-4 Part 10或H.264

- LC AAC - 已廣泛使用的編解碼標準，標準由MPEG-4 Part 3所定義

- HE AAC - 亦由MPEG-4 Part 3所定義，有時被誤稱成accPlus

這些編解碼也合乎ISO／IEC標準，不過這標準並不包含字幕、章節等資訊的定義。用Nero Digital所產出的串流視訊能在軟體的媒體播放軟體（如Nero公司自屬的Nero ShowTime），也能在一些獨立使用的硬體播放器中播放使用，不過有許多使用反應表示：用Nero編製成的影劇章節與字幕容易發生問題。
另外，Recode無法抓截加密過的DVD電影內容，然而卻可以匯入解密過的DVD圖像來進行編製，Nero Digital也沒有將其編解碼技術以相同於DirectShow或VfW的獨立模組方式釋出，此外為了避免Nero Digital影響一般用途的視訊編輯軟體的銷售，所以Nero Digital沒有隨附視訊編輯軟體。
Nero Digital的視訊編解碼技術與其他視訊壓縮技術相較下有如下的特點：
- 在2003年度Doom9.net網站的編解碼軟體比較（英文）中，ASP編解碼是所有編解碼中最快速的，不過也大幅犧牲了播放品質。

- 在2004年度Doom9.net網站的編解碼軟體比較（英文）中，Nero Digital的AVC編解碼被推舉為評比中的贏家，而Nero Digital（簡稱：ND）的ASP編碼則尚未完整。

- 在2005年度Doom9.net網站的編解碼軟體比較（英文）中，ASP編解碼依舊是最快速的，不過品質已較過往提升，但依舊不夠好。而AVC編解碼則是整體評比中的第二名。

- 在2006年5月，Nero Digital獲得C't雜誌／視訊編解碼品質評比（德文）的贏家推薦，其他評選的編解碼軟體如VideoSoft的x264、MainConcept的Sorenson等。

- Nero Digital AVC也贏得Movie Metric Benchmark challenge（電影公制基準挑戰）（页面存档备份，存于），在相同資料率（bitrate）下，Nero Digital AVC比DivX高出1dB（分貝）的品質增益。